# Antonio Ruiz Cervilla
Antonio Ruiz Cervilla (Guadalupe, Murcia, 31 de enero de 1937) es un exfutbolista y exentrenador español que jugaba de centrocampista.

## Trayectoria

### Como jugador
Ruiz jugó cinco años en el Real Madrid, donde ascendió desde su equipo juvenil, haciendo su debut en la Liga el 21 de abril de 1957 en un partido en casa contra el Celta, que terminó con una victoria por 4-1. Jugó solo 15 partidos en las primeras tres temporadas combinadas, sumando cinco partidos completos en la temporada 1958/59 en la Copa de Campeones de Europa, incluyendo la victoria por 2-0 sobre el Stade de Reims en la final.
En 1962, Ruiz se unió al Deportivo La Coruña en calidad de préstamo, siendo titular indiscutido y un jugador clave pero sufriendo el descenso. Liberado por los Merengues, pasó cinco de las siguientes siete temporadas en Segunda División, una de las dos excepciones fue 1964-65 con el Real Murcia - descenso de alto nivel. Se retiró en 1970 a la edad de 33 años, con un total en Primera división Española de 103 juegos y cinco goles.

### Como entrenador
Inmediatamente después de retirarse, Ruiz comenzó a entrenar, siendo su primera parada el equipo B de Murcia. En las siguientes tres décadas dirigió otros ocho clubes, intercalados con varios períodos de inactividad.
De 1979 a 1981, Ruiz estuvo a cargo de la UD Las Palmas en la máxima categoría, siendo despedido temprano en su segunda temporada, que terminó con un estrecho escape del descenso. En 1984-85 y 1994-95, en la misma división, acumuló otros 30 partidos como entrenador en Primera División para Elche CF y CD Logroñés combinados donde ambos equipos finalmente descendieron. El equipo de La Rioja tuvo cinco entrenadores durante toda la campaña, terminando con un mínimo histórico de 13 puntos. Entremedias, fue entrenador del CD Eldense en 2.ª B durante tres temporadas y media.

## Estadísticas

### Clubes
- Real Madrid Club de Fútbol: 1956-1962
- Deportivo de la Coruña: 1962-1963
- CD Málaga: 1963-1964
- Real Murcia: 1964-1965

### Como entrenador
- Imperial de Murcia: 1970-1971
- Real Madrid Juvenil: 1971-1972
- Castilla C.F.: 1972-1973
- U. D. Las Palmas: 1979-1980
- Granada C. F.: 1981-1982
- Elche C. F.: 1984-1985
- Real Oviedo: 1986-1987
- C. D. Eldense 1988-1992
- C. D. Logroñés: 1994-1995
- Deportivo Guadalajara: 1997-1998

## Palmarés y distinciones
Nota: en negrita competición vigente.
| Equipo(s)         | Equipo(s)           | Nacionales | Nacionales | Nacionales | Subtotal | Continentales | Continentales | Continentales | Mundiales | Subtotal | Total |
| ----------------- | ------------------- | ---------- | ---------- | ---------- | -------- | ------------- | ------------- | ------------- | --------- | -------- | ----- |
| Equipo(s)         | Equipo(s)           | Liga       | Copa       | Otra Copa  | Subtotal | C1            | C2            | C3            | M1        | Subtotal | Total |
| Bandera de España | Real Madrid C. F.   | 4          | 1          | –          | 5        |               |               | –             |           | 6        | 11    |
| Bandera de España | Selección de España | –          | –          | –          | –        | –             | –             | –             | –         | –        | –     |
| Total             | Total               | 4          | 1          | –          | 5        | 4             | 1             | –             | 1         | 6        | 11    |